# Joaquim António de Aguiar

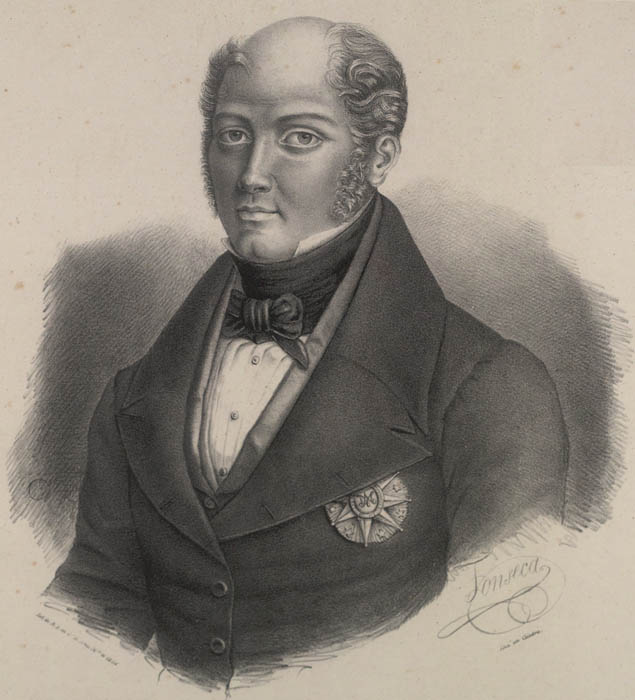
Joaquim António de Aguiar.

Joaquim António de Aguiar (Coimbra, 24 augustus 1792 - Lissabon, 26 mei 1884) was een Portugees politicus ten tijde van de monarchie. Hij was de leider van de cartisten en later van de Regeneratiepartij. Tussen 1841 en 1868 was hij driemaal premier van Portugal. 

## Levensloop
Joaquim António de Aguiar werd geboren in armoedige omstandigheden. In zijn jeugd nam hij deel aan de bevrijdingsstrijd van Portugal tegen Napoleon. Daarna ging hij rechten studeren aan de Universiteit van Coimbra en promoveerde er in 1815 tot doctor in rechten, waarna hij docent werd aan de Universiteit van Coimbra. Wegens zijn liberale ideeën verloor hij in 1824 zijn functie, nadat de reactionaire prins Michaël samen met koningin Charlotte Joachime een staatsgreep pleegde tegen koning Johan VI, en moest hij voor zijn leven vrezen. Hij vluchtte naar Porto. Nadat koning Johan VI de opstand van de conservatieven beëindigde en zijn zoon Michaël in ballingschap stuurde, keerde Aguiar terug naar Coimbra. Toen Michaël in 1828 koning van Portugal werd en een reactionair beleid begon, vluchtte Aguiar opnieuw naar Porto om later in ballingschap te gaan naar Londen.
In ballingschap onderhield de Aguiar contact met de leiders van de liberalen: João Carlos de Saldanha Oliveira e Daun en Pedro de Sousa Holstein. In 1832 ging hij naar de Azoren, om daar deel te nemen aan de oorlog tussen liberalen en reactionairen voor de Portugese troon (de zogenaamde Miguelistenoorlog of de oorlog tussen de twee broers: Michaël en Peter). In 1833 werd hij voor het eerst benoemd tot minister en in 1834 was hij voor enkele maanden minister van Justitie onder koningin Maria II (de dochter van Peter). In 1836 was hij opnieuw voor enkele maanden minister van Justitie, wat hij bleef tot de machtsovername van de setembristen op 9 september 1836. De nieuwe setembristische regering bood hem de functie van rechter bij het Opperste Gerechtshof aan, wat uit protest tegen het buiten werking stellen van de grondwetscharta weigerde. In 1841 waren setembristen al erg verzwakt. De laatste puur setembristische regering (die van José Travassos Valdez) kende ook invloed van de cartisten in de persoon van minister van Justitie António Bernardo da Costa Cabral.
In 1841 trad Travassos Valdes af als premier, waarna de Aguiar tot in 1842 premier van Portugal werd. Officieel leidde hij de laatste setembristische regering van Portugal, die eigenlijk onder sterke invloed stond van de cartisten, waar de Aguiar deel van uitmaakte. In 1842 greep Costa Cabral de macht, waarna hij als afgevaardigde in de Cortes oppositie voerde tegen hem. Nadat Costa Cabral in 1846 na de opstand van Maria de Fontes afgezet werd, werd de Aguiar in de tijdelijke regering van Pedro de Sousa Holstein minister van Justitie. In 1860 was de Aguiar voor drie maanden opnieuw premier van Portugal en voor een laatste maal van 1865 tot 1868. Tijdens zijn laatste premierschap leidde hij een grote coalitie van de twee leidende Portugese partijen, de Regeneratiepartij (de vroegere cartisten en waar hij lid van was) en de Historische Partij (de vroegere setembristen). Deze regering kende echter veel tegenstand van het volk, dat vond dat er een gebrek aan oppositie was. In januari 1868 kwam het tot gewelddadige demonstraties in Lissabon tegen zijn regering, waarna hij aftrad als premier. Hij verliet de politiek en overleed in 1884 in Lissabon.
- Gemeinsame Normdatei: 1356862772
- International Standard Name Identifier: 0000 0000 6931 8413
- SNAC: w6wn5pvt
- Virtual International Authority File: 99780601